# ジェームズ・ドラモンド (植物学者)

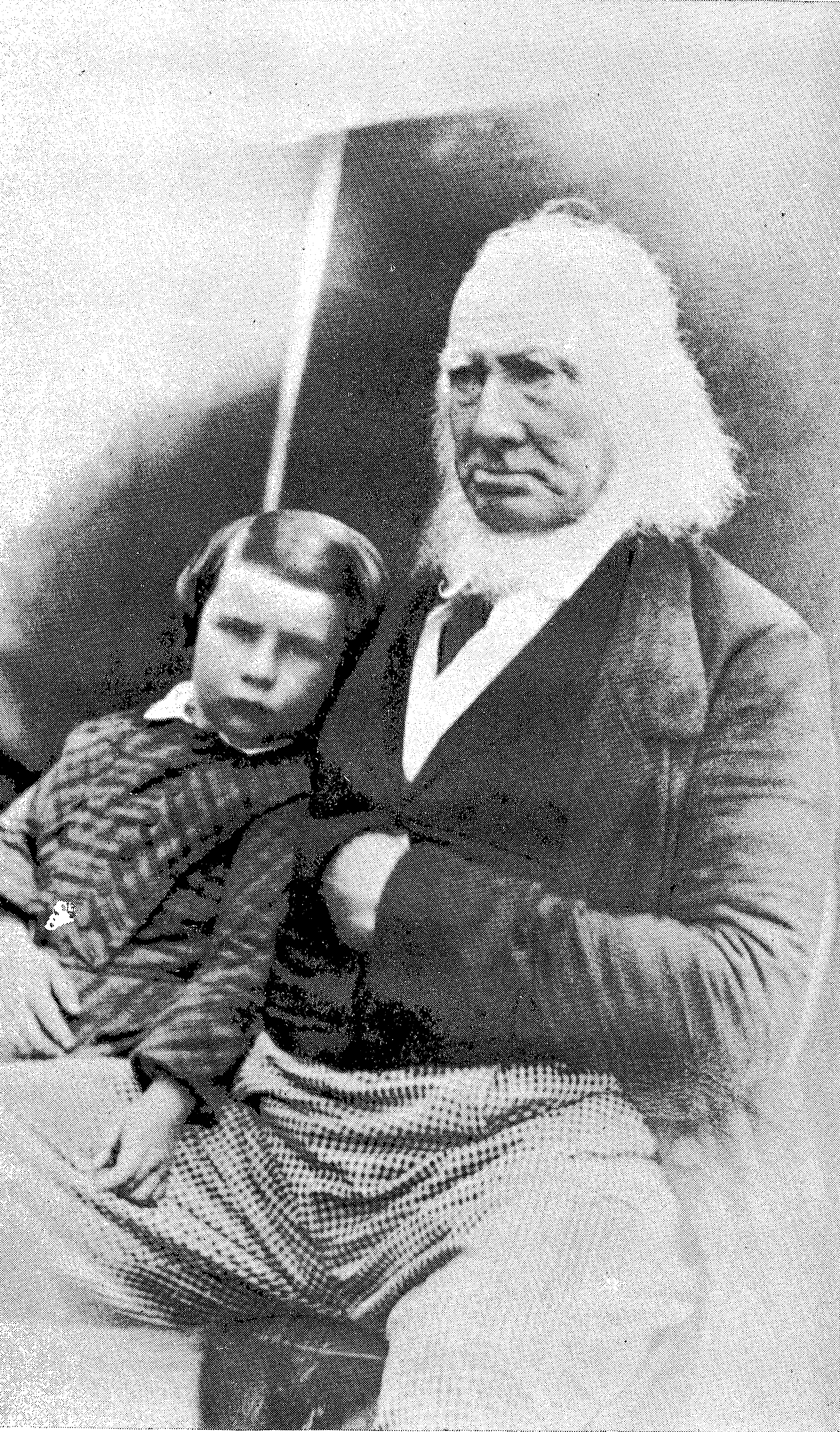
ジェームズ・ドラモンド

ジェームズ・ドラモンド（James Drummond、1787年1月8日（洗礼日）- 1863年3月26日）はスコットランド生まれで、オーストラリアで働いた園芸家、植物学者である。西オーストラリア州の植物を採集、研究した。

## 略歴
スコットランドのアンガスのインベラリティ(Inverarity)で生まれた。父親も園芸家(庭師)で、弟のトーマスも園芸家となり、キューバで働いた。兄弟は父親の働くインベラリティの屋敷で働いた。庭師として認められるようになり、1808年からアイルランドのコークに王立コーク研究所（Royal Cork Institution）が設立した植物園の学芸員に任命され、有用作物の栽培実験を行い、アイルランドでいくつかの新種植物を発見した。1810年にロンドン・リンネ協会の準会員に選ばれた。
1828年に不況で、政府が植物園への出費を取りやめると、すでに結婚して6人の子供のいたドラモンドは職を失うことになった。オーストラリアのスワン川に作られる入植地への博物学者の募集があり、入植地に公園が作られる計画なので、仕事が期待できそうなので、それに応募した。ドラモンドは家族と入植地の役人と Parmelia号でオーストラリアに渡り、最初西オーストラリア州のガーデン島でしばらく過ごし、後にスワン川の流域農場を開いて、生活した。
1931年に西オーストラリア州総督、ジェームズ・スターリングによって、公立の植物園、育種用農園を設立し、ドラモンドを有給の監督官にする計画が作られ、その用地に住居を建てたが、州政府によって専任の監督官を置くことは反対され、政府の役人として収入を得ることはなくなった。
1835年に総督スターリングの妻のいとこで、海軍士官で植物収集家のマングルズ(James Mangles)が、西オーストラリア州の探検家のジョージ・フレッチャー・モーに手紙を書き、西オーストラリア州の植物の収集に協力するように依頼した時、モーはドラモンドの息子で父親の影響で植物収集を始めていたジョンストンから100種あまりの種などを購入し、マングルズに送った。その年の終わり、マングルズから再び2箱の輸送用のケースが送られたきて、これに西オーストラリア州の植物を詰めて送るのを依頼されると、モーはドラモンドを紹介し、その仕事をドラモンドに任せ、その費用をモーが負担することになった。
1835年からドラモンドは西オーストラリア州、各地の植物採集、調査を続けて、種苗や標本をマングルズに送り、送られた植物は植物学者のジョン・リンドリーらによって研究され、ドラモンドは植物コレクターとしての名声を得た。マングルズとの関係はドラモンドが、多くの対価を求めることや、標本の扱いが雑であったことにより、マングルズは別の植物コレクター、モロイ婦人（Georgiana Molloy)から種苗をうけとるようになり途絶えた。
植物収集による経済的利益は失われたが、1839年にキューガーデン園長のウィリアム・ジャクソン・フッカーから種苗の注文を受け、西オーストラリア州の植物についての著作を勧められ、フッカーへの書簡は植物雑誌に掲載されてよく知られるようになった。その後も各地に調査旅行を行い、多くの植物コレクションを作った。1844年に、経済的困難から自らの農場を失うが、それまでの功績から政府から功労金を得ることになり、採集活動を1852年まで続けた。
コケ植物の科名(Drummondiaceae)、属名(Drummondia）やヒユ科の植物の種、Sclerolaena drummondiiなど多くの学名に献名されている。

## 著作
- London Journal of Botany, vol. 1. p. 627, 8 (1842)
- Swan River Botany. London Journal of Botany. vol. 2. p. 167 (1843)
- London Journal of Botany, vol. 3. p. 263. (1844)
- The Botany of the Northern District. Perth gazette, 10 January 1851